# Хорхе Манріке
Хорхе Манріке (ісп. Jorge Manrique, нар. 1440, Паредес-де-Нава — пом. 1479, Санта-Марія-дель-Кампо-Рус) — кастильський лицар та поет, нащадок одного з найдавніших родів Іспанії.

## Біографія
Хорхе Манріке народився 1440 року в селищі Паредес-де-Нава — родовому гнізді кастильського ідальґо Родріґо Манріке, який згодом став графом Паредес де Нава, конетаблем Кастилії та маґістром ордену Сант-Яґо. Хорхе був четвертим сином у родині. Коли йому ще не виповнилось і п'яти років, померла його мати — донья Менсія де Фіґероа. Вирісши, Хорхе Манріке став капітаном, командором замку Монтісон, входив до проводу ордену Сант-Яґо, що складався з 13 найвищих офіцерів. З 1464 року брав участь в громадянських війнах. Помер від смертельної рани отриманої в бою у 1479 році.

## Творчість
Поетичний доробок Хорхе Манріке нараховує близько 40 творів. Найбільший творчий здобуток поета — «Копли на смерть свого батька» (ісп. «Coplas por la muerte de su padre»).

## Українські переклади
Українською мовою вірші Хорхе Манріке переклав Григорій Латник.